# Lijst van voetbalinterlands Nederland - Roemenië (mannen)
Deze lijst van voetbalinterlands is een overzicht van alle officiële voetbalwedstrijden tussen de nationale teams van Nederland en Roemenië. De landen hebben tot op heden vijftien keer tegen elkaar gespeeld. De eerste wedstrijd was op 27 mei 1924 in Parijs (Frankrijk), tijdens de Olympische Spelen. De laatste confrontatie, een achtste finale van het Europees kampioenschap voetbal 2024, vond plaats op 2 juli 2024 in München (Duitsland).

## Wedstrijden
| №  | № Int NL | Plaats    | Datum            | Competitie           | Wedstrijd            | Uitslag |
| -- | -------- | --------- | ---------------- | -------------------- | -------------------- | ------- |
| 1  | 69       | Parijs    | 27 mei 1924      | OS 1924              | Nederland − Roemenië | 6 − 0   |
| 2  | 301      | Boekarest | 5 juni 1968      | Vriendschappelijk    | Roemenië − Nederland | 0 − 0   |
| 3  | 314      | Amsterdam | 2 december 1970  | Vriendschappelijk    | Nederland − Roemenië | 2 − 0   |
| 4  | 334      | Rotterdam | 5 juni 1974      | Vriendschappelijk    | Nederland − Roemenië | 0 − 0   |
| 5  | 445      | Amsterdam | 1 juni 1988      | Vriendschappelijk    | Nederland − Roemenië | 2 − 0   |
| 6  | 569      | Amsterdam | 27 mei 2000      | Vriendschappelijk    | Nederland − Roemenië | 2 − 1   |
| 7  | 626      | Boekarest | 26 maart 2005    | WK 2006 kwalificatie | Roemenië − Nederland | 0 − 2   |
| 8  | 628      | Rotterdam | 4 juni 2005      | WK 2006 kwalificatie | Nederland − Roemenië | 2 − 0   |
| 9  | 651      | Rotterdam | 24 maart 2007    | EK 2008 kwalificatie | Nederland − Roemenië | 0 − 0   |
| 10 | 658      | Constanța | 13 oktober 2007  | EK 2008 kwalificatie | Roemenië − Nederland | 1 − 0   |
| 11 | 669      | Bern      | 17 juni 2008     | EK 2008              | Nederland − Roemenië | 2 − 0   |
| 12 | 727      | Boekarest | 16 oktober 2012  | WK 2014 kwalificatie | Roemenië − Nederland | 1 − 4   |
| 13 | 731      | Amsterdam | 26 maart 2013    | WK 2014 kwalificatie | Nederland − Roemenië | 4 − 0   |
| 14 | 788      | Boekarest | 14 november 2017 | Vriendschappelijk    | Roemenië − Nederland | 0 − 3   |
| 15 | 863      | München   | 2 juli 2024      | EK 2024              | Roemenië − Nederland | 0 − 3   |

## Samenvatting
| Competitie        | Totaal gespeeld | Winst Nederland | Gelijk | Winst Roemenië | Doelsaldo Nederland – Roemenië |
| ----------------- | --------------- | --------------- | ------ | -------------- | ------------------------------ |
| WK-kwalificatie   | 4               | 4               | 0      | 0              | 12 − 1                         |
| EK-eindronde      | 2               | 2               | 0      | 0              | 5 − 0                          |
| EK-kwalificatie   | 2               | 0               | 1      | 1              | 0 − 1                          |
| Olympische Spelen | 1               | 1               | 0      | 0              | 6 − 0                          |
| Vriendschappelijk | 6               | 4               | 2      | 0              | 9 − 1                          |
| Totaal            | 15              | 11              | 3      | 1              | 32 − 3                         |

Wedstrijden bepaald door strafschoppen worden, in lijn met de FIFA, als een gelijkspel gerekend.

## Details

### Eerste ontmoeting
| OS 1924 (Parijs, Frankrijk, 27 mei 1924): |              | |
| Nederland | 6 – 0        | Roemenië |
| Albert Snouck Hurgronje 8' Kees Pijl 28' Kees Pijl 52' Kees Pijl 60' Kees Pijl 67' Jan de Natris 69' (pen.)                                                         | goals        | |
| Billy Townley | bondscoach   | Adrian Suciu |
| Gejus van der Meulen Harry Dénis Hans Tetzner André le Fèvre Evert van Linge Peer Krom Albert Snouck Hurgronje Ber Groosjohan Kees Pijl Gerrit Visser Jan de Natris | opstellingen | Ştefan Ströck Iosif Bartha Atila Molnar Francisc Zimmerman Nicolae Hönigsberg Alexandru Kozovits Mihály Táncos Aurel Guga Rudi Wetzer Nicolae Bonciocat Albert Ströck |

### Tweede ontmoeting
| Vriendschappelijk (Boekarest, Roemenië, 5 juni 1968): |              | |
| Roemenië | 0 – 0        | Nederland |
| | goals        | |
| Angelo Niculescu | bondscoach   | Georg Keßler |
| Narcis Coman Mihai Ivănescu Ion Barbu Bujor Hălmăgeanu Augustin Deleanu Nicolae Dobrin Cornel Dinu 62' Gheorghe Grozea Emil Dumitriu Florea Dumitrache 46' Iuliu Haidu | opstellingen | Jan van Beveren Piet Romeijn Rinus Israël Hans Eijkenbroek Henk Warnas Wietse Veenstra Wim Jansen 55' Jan Klijnjan Willy van der Kuijlen Wim van Hanegem Rob Rensenbrink |
| Ion Ionescu 46' Vasile Gergely 62' | wissels      | 55' Theo Pahlplatz |
| - Debuut van Wietse Veenstra (Go Ahead) voor Nederland. |              | |

### Derde ontmoeting
| Vriendschappelijk (Amsterdam, Nederland, 2 december 1970): |       |          |
| Nederland                                                  | 2 – 0 | Roemenië |
| Johan Cruijff 37' Johan Cruijff 57'                        | goals |          |

### Vierde ontmoeting
| Vriendschappelijk (Rotterdam, Nederland, 5 juni 1974): |              | |
| Nederland | 0 – 0        | Roemenië |
| | goals        | |
| Rinus Michels | bondscoach   | Valentin Stănescu |
| Eddy Treijtel Wim Suurbier Arie Haan Wim Jansen 46' Ruud Krol Johan Neeskens 65' Wim van Hanegem 46' Theo de Jong Rob Rensenbrink Ruud Geels Piet Keizer 77' | opstellingen | Necula Răducanu Florin Cheran Dumitru Antonescu Gabriel Sandu Teodor Anghelini Ion Dumitru Cornel Dinu Anghel Iordănescu Mircea Lucescu Florea Dumitrache Atila Kun |
| Wim Rijsbergen 46' Willy van de Kerkhof 46' Kees van Ierssel 65' René van de Kerkhof 77'                                                                     | wissels      | |
| - Debuut van Wim Rijsbergen (Feyenoord) en Willy van de Kerkhof (PSV) voor Nederland. - Debuut van Gabriel Sandu (Dinamo Bucureşti) voor Roemenië.           |              | |

### Vijfde ontmoeting
| Vriendschappelijk (Amsterdam, Nederland, 1 juni 1988): |       |          |
| Nederland                                              | 2 – 0 | Roemenië |
| John Bosman 2' Wim Kieft 52'                           | goals |          |

### Zesde ontmoeting
| Vriendschappelijk (Amsterdam, Nederland, 27 mei 2000): |       |                     |
| Nederland                                              | 2 – 1 | Roemenië            |
| Marc Overmars 43' Patrick Kluivert 68'                 | goals | 70' Viorel Moldovan |

### Zevende ontmoeting
| WK 2006 kwalificatie (Boekarest, Roemenië, 26 maart 2005): |              | |
| Roemenië | 0 – 2        | Nederland |
| | goals        | 1' Phillip Cocu 85' Ryan Babel |
| Victor Pițurcă | bondscoach   | Marco van Basten |
| Bogdan Lobonț George Ogăraru Mirel Rădoi Cristian Chivu Petre Marin Tiberiu Ghioane 46' Daniel Pancu Dorinel Munteanu Florentin Petre Viorel Moldovan 69' Adrian Ilie 85' | opstellingen | Edwin van der Sar Jan Kromkamp Khalid Boulahrouz Joris Mathijsen Giovanni van Bronckhorst Denny Landzaat 73' Mark van Bommel Phillip Cocu 88' Dirk Kuijt Ruud van Nistelrooy 25' Arjen Robben |
| Mihăiţă Pleşan 46' Andrei Cristea 69' Gigel Bucur 85' | wissels      | 25' Ryan Babel 73' Hedwiges Maduro 88' Romeo Castelen |
| Petre Marin 44' Mihăiţă Pleşan 57' | gele kaarten | 71' Mark van Bommel |

### Achtste ontmoeting
| WK 2006 kwalificatie (Rotterdam, Nederland, 4 juni 2005): |       |          |
| Nederland                                                 | 2 – 0 | Roemenië |
| Arjen Robben 26' Dirk Kuijt 47'                           | goals |          |

### Negende ontmoeting
| EK 2008 kwalificatie (Rotterdam, Nederland, 24 maart 2007): |       |          |
| Nederland                                                   | 0 – 0 | Roemenië |
|                                                             | goals |          |

### Tiende ontmoeting
| EK 2008 kwalificatie (Constanța, Roemenië, 13 oktober 2007): |       |           |
| Roemenië                                                     | 1 – 0 | Nederland |
| Dorin Goian 71'                                              | goals |           |

### Elfde ontmoeting
| EK 2008 (Bern, Zwitserland, 17 juni 2008):   |       |          |
| Nederland                                    | 2 – 0 | Roemenië |
| Klaas-Jan Huntelaar 54' Robin van Persie 87' | goals |          |

### Twaalfde ontmoeting
| WK 2014 kwalificatie (Boekarest, Roemenië, 16 oktober 2012): |       |                                                                                              |
| Roemenië                                                     | 1 – 4 | Nederland                                                                                    |
| Ciprian Marica 40'                                           | goals | 9' Jeremain Lens 29' Bruno Martins Indi 45' (pen.) Rafael van der Vaart 86' Robin van Persie |

### Dertiende ontmoeting
| WK 2014 kwalificatie (Amsterdam, Nederland, 26 maart 2013): |              | |
| Nederland | 4 – 0        | Roemenië |
| Rafael van der Vaart 12' Robin van Persie 56' Robin van Persie 65' (pen.) Jeremain Lens 90'                                                                                                 | goals        | |
| Louis van Gaal | bondscoach   | Victor Pițurcă |
| Kenneth Vermeer Daryl Janmaat Stefan de Vrij Bruno Martins Indi Daley Blind Jonathan de Guzmán 73' Jeremain Lens Kevin Strootman Robin van Persie 86' Rafael van der Vaart 79' Arjen Robben | opstellingen | Costel Pantilimon Răzvan Raț Gabriel Tamaș Alexandru Bourceanu Vlad Chiricheș Bogdan Stancu 68' Gheorghe Grozav 63' Adrian Popa Florin Gardoș Mihai Pintilii 60' Cristian Tănase |
| Adam Maher 73' Jordy Clasie 79' Siem de Jong 86' | wissels      | 60' Alexandru Chipciu 63' Gabriel Torje 68' Adrian Mutu |
| Bruno Martins Indi 47' Daley Blind 61' | gele kaarten | 89' Alexandru Chipciu |

KNVB ·
A-internationals ·
Bondscoaches (m) ·
Topscorers ·
Nederlands vrouwenelftal ·
Bondscoaches (v) ·
Nederland B ·
Olympisch elftal ·
Jong Oranje ·
Nederland –20 ·
Nederland –19 ·
Nederland –18 ·
Nederland –17 ·
Nederland –16 ·
Nederland –15 ·
Nederlands amateurelftal ·
Nederlands zaterdagelftal ·
Jong OranjeLeeuwinnen ·
Vrouwen –20 ·
Vrouwen –19 ·
Vrouwen –18 ·
Vrouwen –17 ·
Vrouwen –16 ·
Vrouwen –15 ·
Militair mannenelftal ·
Militair vrouwenelftal ·
Strandteam ·
Vrouwen Strandteam ·
Futsalteam ·
Vrouwen Futsalteam

EK-wedstrijden ·
WK-wedstrijden ·
Resultaten kwalificaties en eindronden ·
Nederland B-wedstrijden ·
Officieuze wedstrijden ·
EK-wedstrijden vrouwen ·
WK-wedstrijden vrouwen ·
Resultaten vrouwen kwalificaties en eindronden
1905 – 1919 ·
1920 – 1929 ·
1930 – 1939 ·
1940 – 1949 ·
1950 – 1959 ·
1960 – 1969 ·
1970 – 1979 ·
1980 – 1989 ·
1990 – 1999 ·
2000 – 2009 ·
2010 – 2019 ·
2020 – 2029
2015 ·
2016 ·
2017 ·
2018 ·
2019 ·
2020 ·
2021 · 
2022
EK's: 1976 · 
1980 · 
1988 · 
1992 · 
1996 · 
2000 · 
2004 · 
2008 · 
2012 · 
2020 · 
2024
WK's: 1934 · 
1938 · 
1974 · 
1978 · 
1990 · 
1994 · 
1998 · 
2006 · 
2010 · 
2014 · 
2022
OS: 1908 ·
1912 ·
1920 ·
1924 ·
1928 ·
1948 ·
1952 ·
2008
Albanië ·
Andorra ·
Argentinië ·
Armenië ·
Australië ·
België ·
Bosnië en Herzegovina ·
Brazilië ·
Bulgarije ·
Canada ·
Chili ·
China ·
Colombia ·
Costa Rica ·
Curaçao ·
Cyprus ·
DDR ·
Denemarken ·
Duitsland ·
Ecuador ·
Egypte ·
Engeland ·
Estland ·
Faeröer ·
Finland ·
Frankrijk ·
GOS · 
Georgië ·
Ghana ·
Gibraltar ·
Griekenland ·
Hongarije ·
Ierland ·
IJsland ·
Indonesië ·
Iran ·
Israël ·
Italië ·
Ivoorkust ·
Japan ·
Joegoslavië ·
Kameroen ·
Kazachstan ·
Kroatië ·
Letland ·
Liechtenstein ·
Luxemburg ·
Malta ·
Marokko ·
Mexico ·
Moldavië ·
Montenegro ·
Nederlandse Antillen ·
Nigeria ·
Noord-Ierland ·
Noord-Macedonië ·
Noorwegen ·
Oekraïne ·
Oostenrijk ·
Paraguay ·
Peru ·
Polen ·
Portugal ·
Qatar ·
Roemenië ·
Rusland ·
Saarland ·
San Marino ·
Saoedi-Arabië ·
Schotland ·
Senegal ·
Servië en Montenegro ·
Slovenië ·
Slowakije ·
Sovjet-Unie ·
Spanje ·
Suriname ·
Thailand ·
Tsjechië ·
Tsjecho-Slowakije ·
Tunesië ·
Turkije ·
Uruguay ·
Verenigd Koninkrijk ·
Verenigde Staten ·
Wales ·
Wit-Rusland ·
Zuid-Afrika ·
Zuid-Korea ·
Zweden ·
Zwitserland
Argentinië (1978) ·
Argentinië (2006) ·
Argentinië (2014) ·
Argentinië (2022) ·
Australië (2014) ·
Brazilië (2014) ·
Chili (2014) · 
Costa Rica (2014) ·
Denemarken (2010) ·
Denemarken (2012) ·
Duitsland (2012) · 
Ecuador (2022) · 
Frankrijk (2008) ·
Italië (2008) ·
Ivoorkust (2006) ·
Japan (2010) ·
Kameroen (2010) ·
Mexico (2014) · 
Noord-Macedonië (2021) · 
Oekraïne (2021) · 
Oostenrijk (2021) · 
Portugal (2006) ·
Portugal (2012) ·
Portugal (2019) ·
Qatar (2022) ·
Roemenië (2008) ·
Rusland (2008) ·
San Marino (2011) ·
Senegal (2022) ·
Servië en Montenegro (2006) ·
Sovjet-Unie (1988) ·
Spanje (2010) ·
Spanje (2014) ·
Tsjechië (2021) · 
Uruguay (2010) ·
Verenigde Staten (2022) · 
West-Duitsland (1974)
FRF · A-internationals · Selecties · Bondscoaches · Statistieken · Roemeens vrouwenelftal · Olympisch elftal · Roemenië U21 · Roemenië U20 · Roemenië U19 · Roemenië U18 · Roemenië U17 · Roemenië U16
1922 – 1929 · 
1930 – 1939 · 
1940 – 1949 · 
1950 – 1959 · 
1960 – 1969 · 
1970 – 1979 · 
1980 – 1989 · 
1990 – 1999 · 
2000 – 2009 · 
2010 – 2019 · 
2020 – 2029
EK's: 1984 · 
1996 · 
2000 · 
2008 · 
2016 · 
2024
WK's: 1930 · 
1934 · 
1938 · 
1970 · 
1990 · 
1994 · 
1998
OS: 1924 · 
1952 · 
1964 · 
2020
1922 · 
1923 · 
1924 · 
1925 · 
1926 · 
1927 · 
1928 · 
1929 · 
1930 · 
1931 · 
1932 · 
1933 · 
1934 · 
1935 · 
1936 · 
1937 · 
1938 · 
1939 · 
1940 · 
1941 · 
1942 · 
1943 · 
1944 · 
1945 · 
1946 · 
1947 · 
1948 · 
1949 · 
1950 · 
1952 · 
1952 · 
1953 · 
1954 · 
1955 · 
1956 · 
1957 · 
1958 · 
1959 · 
1960 · 
1961 · 
1962 · 
1963 · 
1964 · 
1965 · 
1966 · 
1967 · 
1968 · 
1969 · 
1970 · 
1971 · 
1972 · 
1973 · 
1974 · 
1975 · 
1976 · 
1977 · 
1978 · 
1979 · 
1980 · 
1981 · 
1982 · 
1983 · 
1984 · 
1985 · 
1986 · 
1987 · 
1988 · 
1989 · 
1990 · 
1991 · 
1992 · 
1993 · 
1994 · 
1995 · 
1996 · 
1997 · 
1998 · 
1999 · 
2000 · 
2001 · 
2002 · 
2003 · 
2004 · 
2005 · 
2006 · 
2007 · 
2008 · 
2009 · 
2010 · 
2011 · 
2012 · 
2013 · 
2014 · 
2015 ·
2016 ·
2017 ·
2018 ·
2019 ·
2020 ·
2021 ·
2022 ·
2023
Albanië ·
Algerije ·
Andorra ·
Argentinië ·
Armenië ·
Australië ·
Azerbeidzjan ·
België ·
Bolivia ·
Bosnië en Herzegovina ·
Brazilië ·
Bulgarije ·
Chili ·
China ·
Colombia ·
Congo-Kinshasa ·
Cuba ·
Cyprus ·
DDR ·
Denemarken ·
Duitsland ·
Ecuador ·
Egypte ·
Engeland ·
Estland ·
Faeröer ·
Finland ·
Frankrijk ·
Georgië ·
Griekenland ·
Honduras ·
Hongarije ·
Ierland ·
IJsland ·
Irak ·
Iran ·
Israël ·
Italië ·
Ivoorkust ·
Japan ·
Joegoslavië ·
Kameroen ·
Kazachstan · 
Kosovo · 
Kroatië ·
Letland ·
Liechtenstein ·
Litouwen ·
Luxemburg ·
Malta ·
Marokko ·
Mexico ·
Moldavië ·
Montenegro ·
Nederland ·
Nigeria ·
Noord-Ierland ·
Noord-Macedonië ·
Noorwegen ·
Oekraïne ·
Oostenrijk ·
Paraguay ·
Peru ·
Polen ·
Portugal ·
Rusland ·
San Marino ·
Schotland ·
Servië ·
Slovenië ·
Slowakije ·
Sovjet-Unie ·
Spanje ·
Trinidad en Tobago ·
Tsjechië ·
Tsjecho-Slowakije ·
Tunesië ·
Turkije ·
Turkmenistan ·
Uruguay ·
Verenigde Arabische Emiraten ·
Verenigde Staten ·
Wales ·
Wit-Rusland ·
Zuid-Korea ·
Zweden ·
Zwitserland
Albanië (2016) · 
Frankrijk (2008) · 
Frankrijk (2016) · 
Italië (2008) · 
Nederland (2008) · 
Zwitserland (2016)